# درگیری‌های ۱۴۰۱ کرج
درگیری‌های ۱۴۰۱ کرج، ۱۲ آبان و در جریان خیزش ۱۴۰۱ ایران اتفاق افتاد. در این درگیری‌ها تعدادی از معترضان و نیروهای امنیتی کشته و زخمی شدند.

## پیش‌زمینه
اعتراضات سراسری ایران در هفته هفتم خود قرار داشت و چهلم شماری از کشته‌شدگان این اعتراضات بود. در کرج مراسم چهلم حدیث نجفی، پارسا رضادوست و سارینا اسماعیل‌زاده، از کشته شدگان اعتراضات، برگزاری می‌شد. حدیث نجفی در بهشت سکینه، گورستان اصلی شهرستان کرج، دفن شده بود و جمعیت زیادی برای مراسم چهلم او گرد هم آمدند، اما نیروهای امنیتی اقدام به بستن دروازه این گورستان کردند و مأموران از جمله لباس شخصی‌ها به سوگواران حمله کردند.

## راهپیمایی و درگیری
جمعیت انبوهی که با پای پیاده راهی مراسم چهلم حدیث نجفی شده بودند در طی مراسم و پس از خروج از بهشت سکینه راهپیمایی اعتراضی برگزار کردند و شعارهای ضد حکومتی همچون «هر یک نفر کشته شه هزار نفر پشتشه»، «هیز تویی هرزه تویی، زن آزاده منم» یا «امسال سال خونه، سید علی سرنگونه» سر دادند.
معترضان آزادراه کرج قزوین را مسدود کردند که منجر به درگیری میان برخی معترضان و شماری از نیروهای انتظامی حکومت ایران شد. نیروهای امنیتی به سوی معترضان تیراندازی کردند و تعدادی از معترضان بازداشت شدند.
برخی از خیابان‌های شهر کرج نیز از سوی معترضان سنگربندی شد. جمعیت زیادی در بلوار بهشتی کرج دست به تظاهرات زدند و شعارهای «خامنه‌ای قاتله، ولایتش باطله»، «مرگ بر دیکتاتور» و «آزادی، آزادی، آزادی» سر دادند. شمار قابل توجهی از زنان و دختران، بدون حجاب اجباری در این تظاهرات شرکت کرده بودند.
در کمال‌شهر کرج هم شمار زیادی از معترضان اقدام به راهپیمایی کردند و شعار «هیز تویی هرزه تویی، زن آزاده منم» سر دادند. در خرمدشت هم معترضان اقدام به پرتاب سنگ به سوی نیروهای ضد شورش کرده و شعار «مرگ بر خامنه‌ای» سر دادند.
نیروهای ضد شورش برای متفرق کردن معترضان اقدام به پرتاب بمب صوتی و گاز اشک‌آور کرده و در برخی نقاط نیز به سوی معترضان تیراندازی کردند. معترضان یک کانکس نیروی انتظامی را در حصارک کرج آتش زدند. یک دستگاه ون پلیس نیز در بلوار گلدشت به خوارزمی به آتش کشیده شد. ویدئوهایی نیز از پرواز بالگردها در نقاط اعتراضی کرج منتشر شد.

## کشته‌شدگان
به گزارش خبرگزاری ایرنا یک نفر از نیروهای بسیجی کشته و چند نفر از نیروهای انتظامی نیز مصدوم شدند. به دلیل ترافیک سنگین آزادراه کرج قزوین، از هلی کوپتر برای اعزام مجروحان به مراکز درمانی استفاده شد. همچنین به نقل از رئیس مرکز مدیریت فوریت‌های پزشکی استان البرز در جریان اعتراضات در آزادراه کرج قزوین و کمال‌شهر کرج دو نفر کشته شده‌اند. نیما نوری و مهران شکاری از معترضانی بودند که در جریان درگیری‌های کرج کشته شدند.

### روح‌الله عجمیان
روح‌الله عجمیان، متولد سال ۱۳۷۳ از بسیجیان حوزه ۴۱۷ کمالشهر کرج بود که در این درگیری‌ها با «ضربات چاقو» کشته شد. قوه قضاییه ایران وی را شهید اعلام کرد و برای افرادی که به نقش داشتن در کشته شدن او متهم شدند کیفرخواست صادر کرد. نخستین جلسه محاکمه متهمان به کشتن او در دادگاه انقلاب اسلامی کرج برگزار شد. این متهمان که سه نفر آنها ۱۷ ساله هستند به «افساد فی‌الارض» متهم شدند. محمدمهدی کرمی و سید محمد حسینی، دو نفر از این متهمان، در ۱۷ دی ۱۴۰۱ اعدام شدند.
همزمان با سالگرد کشته شدن روح‌الله عجمیان، صدا و سیما، تلویزیون دولتی ایران، میرزا ولی عجمیان، پدر او را به جام جم دعوت کرد تا در برنامه «صبح بخیر ایران» دربارهٔ مراسم سالگرد فرزندش صحبت کند اما او برخلاف انتظار دست‌اندرکاران برنامه، از میانجیگری علی‌اکبر ولایتی، مشاور سید علی خامنه‌ای، برای حل و فصل پرونده انتقاد کرد و گفت مانع ادامه اعدام‌ها شده‌است.